# نیژنی باسکونچاک
نیژنی باسکونچاک (انگلیسی: Nizhny Baskunchak) یک شهرک در بخش آختوبینسکی استان آستراخان کشور روسیه است.